# Tim Wallach
Timothy Charles Wallach (Huntington Beach, California, 14 de septiembre de 1957), más conocido como Tim Wallach, es un exjugador profesional estadounidense de béisbol que se desempeñó en la posición de tercera base en las Grandes Ligas de Béisbol (MLB). Logró obtener tres Guantes de Oro.

## Carrera
Wallach jugó como profesional trece temporadas en Montreal Expos (1980-1992), después pasó a Los Angeles Dodgers (1993-1995), luego a California Angels (1996), posteriormente regresó a Los Angeles Dodgers, donde jugó una temporada (1996), y fue el equipo en el que se retiró.

## Premios
Fue galardonado con el Guante de Oro en tres oportunidades (1985, 1988 y 1990).